# Escut d'Alfara de Carles
L'escut oficial d'Alfara de Carles té el següent blasonament:
Escut caironat: de gules, un castell d'argent obert, acompanyat de tres bitlletes d'argent amb mig vol abaixat d'atzur. Per timbre, una corona mural de poble.

## Història
El dia 29 de maig de 2008, el Ple de l'Ajuntament d'Alfara de Carles va acordar iniciar l'expedient d'adopció de l'escut heràldic del municipi. La direcció general d'Administració Local l'aprovava el 29 de desembre de 2021 i al DOGC número 8.577, de 4 de gener de 2022, es publicava la resolució per la qual es donava la conformitat a la seva adopció.

Escut utilitzat anteriorment per l'Ajuntament

L'escut incorpora un castell (senyal propi, característic i tradicional del poble utilitzat fins ara que representa el castell de Carles, actualment en ruïnes), juntament amb tres bitlletes amb mig vol abaixat, que són el senyal dels Sentmenat, els quals van ser senyors del castell durant tres segles.